# Ferdinando Minoia

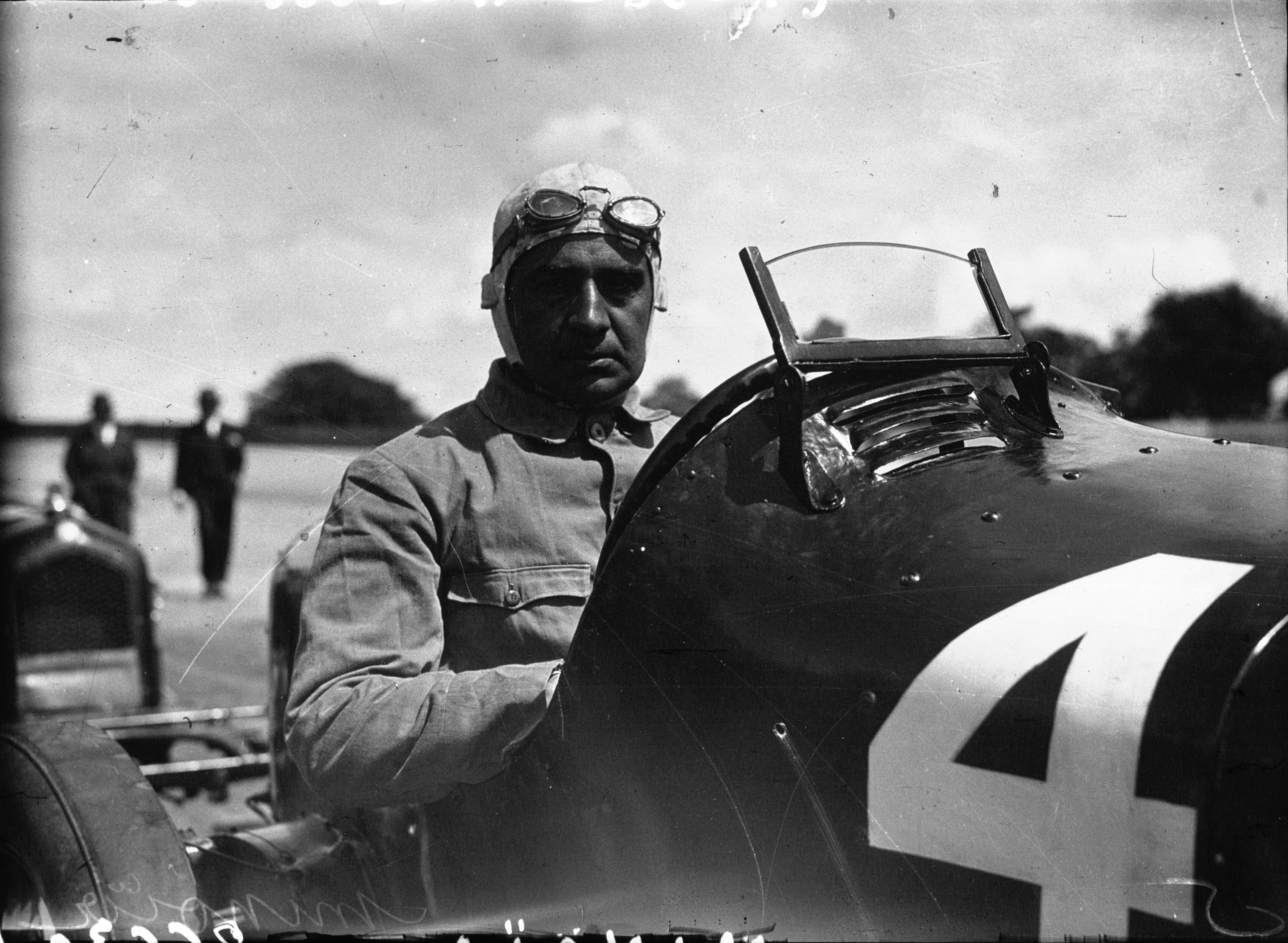
Ferdinando Minoia 1931

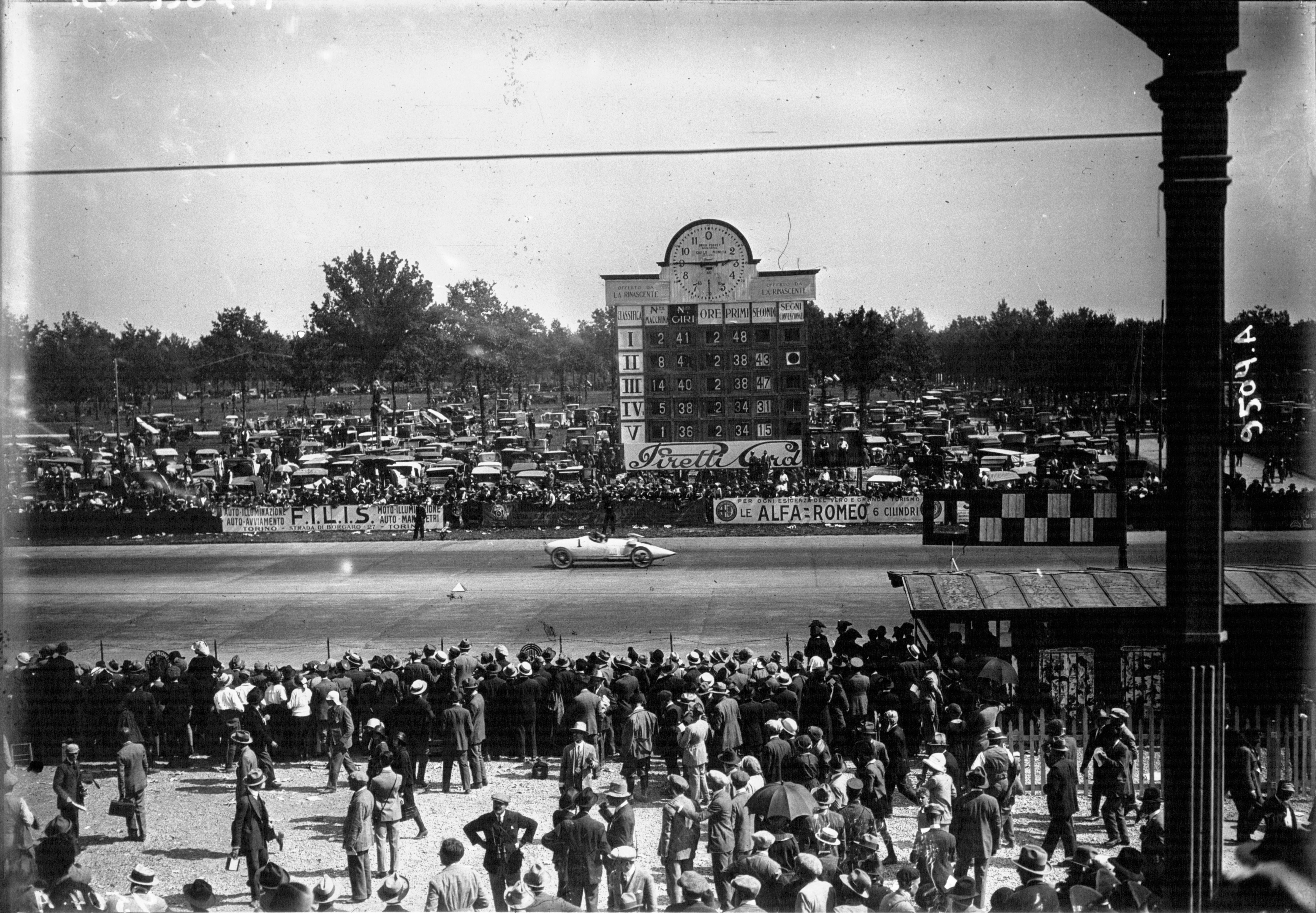
Ferdinando Minoia beim Großen Preis von Italien 1923

Ferdinando „Nando“ Minoia (* 2. Juni 1884 in Mailand; † 28. Juni 1940 ebenda) war ein italienischer Automobilrennfahrer, der in seiner auffällig langen Karriere bedeutsame Erfolge erzielen konnte.

## Karriere
Im Jahr 1907 konnte Minoia den ersten großen Erfolg in seiner Karriere aufweisen, als er in einem Isotta Fraschini die Coppa Florio gewann. Er legte die 486 Kilometer des Kurses um Brescia in 4 Stunden und 39 Minuten zurück und gewann so ein Preisgeld von 50.000 Lira. Anschließend blieb Minoia jedoch zunächst erfolglos, obwohl er an verschiedenen Rennen teilnahm. Nachdem er 1925 den 25. Platz im 24-Stunden-Rennen von Le Mans belegt hatte, erreichte er 1926 in dem gleichen Rennen den vierten Platz. Sein Rennauto war der Officine Meccaniche. In demselben Jahr fuhr er beim Großen Preis von Deutschland in einem OM 665 Superba mit 161,2 km/h die schnellste Rennrunde.
1923 erlangte Minoia einige Bekanntheit, weil er als erster Fahrer einen Rennwagen mit Mittelmotor, den Benz-Tropfenwagen, pilotierte. Im Jahr 1927 gewann er zusammen mit Giuseppe Morandi die erste Mille Miglia in einer Rennzeit von 21 Stunden, 4 Minuten und 48 Sekunden.
1931 lobte der internationale Dachverband des Automobils, die AIACR (Association Internationale des Automobile Clubs Reconnus), den Preis des European Champion aus. Dieser ging an den Gesamtsieger aus den Großen Preisen von Italien, Frankreich und Belgien. Der damalige Titel des European Champions ist in etwa gleichzusetzen mit dem heutigen Weltmeistertitel der Formel 1. Minoia gewann diesen Titel 1931 als erster Rennfahrer überhaupt, ohne einen einzigen Grand Prix gewonnen zu haben. Er setzte sich dabei mit seinem Alfa Romeo nur knapp gegen seinen Alfa-Teamkollegen Giuseppe Campari durch.
Minoia starb 1940 mit 56 Jahren in seiner Heimatstadt Mailand.

## Statistik

### Vorkriegs-Grands-Prix-Ergebnisse
| Saison | 1 | 2 | 3 | Punkte | Position      |
| ------ | - | - | - | ------ | ------------- |
| 1931   |   |   |   | 9      | Europameister |
| 1931   | 2 | 6 | 3 | 9      | Europameister |

| Legende  | Legende                                                                   | Legende                                                                   | Legende   |
| Farbe    | Bedeutung                                                                 | Bedeutung                                                                 | EM-Punkte |
| -------- | ------------------------------------------------------------------------- | ------------------------------------------------------------------------- | --------- |
| Gold     | Sieg                                                                      | Sieg                                                                      | 1         |
| Silber   | 2. Platz                                                                  | 2. Platz                                                                  | 2         |
| Bronze   | 3. Platz                                                                  | 3. Platz                                                                  | 3         |
| Grün     | Klassifiziert, mehr als 75% der Renndistanz zurückgelegt                  | Klassifiziert, mehr als 75% der Renndistanz zurückgelegt                  | 4         |
| Blau     | nicht punkteberechtigt, zwischen 50% und 75% der Renndistanz zurückgelegt | nicht punkteberechtigt, zwischen 50% und 75% der Renndistanz zurückgelegt | 5         |
| Violett  | nicht punkteberechtigt, zwischen 25% und 50% der Renndistanz zurückgelegt | nicht punkteberechtigt, zwischen 25% und 50% der Renndistanz zurückgelegt | 6         |
| Rot      | nicht punkteberechtigt, weniger als 25% der Renndistanz zurückgelegt      | nicht punkteberechtigt, weniger als 25% der Renndistanz zurückgelegt      | 7         |
| Farbe    | Abkürzung                                                                 | Bedeutung                                                                 | EM-Punkte |
| Schwarz  | DSQ                                                                       | disqualifiziert (disqualified)                                            | 8         |
| Weiß     | DNS                                                                       | nicht gestartet (did not start)                                           | 8         |
| Weiß     | DNA                                                                       | nicht erschienen (did not arrive)                                         | 8         |
| sonstige | P/fett                                                                    | Pole-Position                                                             | 8         |
| sonstige | SR/kursiv                                                                 | Schnellste Rennrunde                                                      | 8         |
| sonstige | DNF                                                                       | Rennen nicht beendet (did not finish)                                     | 8         |

### Le-Mans-Ergebnisse
| Jahr | Team                  | Fahrzeug               | Teamkollege      | Platzierung            | Ausfallgrund |
| ---- | --------------------- | ---------------------- | ---------------- | ---------------------- | ------------ |
| 1925 | Officine Meccaniche   | O.M. Tipo 665S Superba | Vincenzo Coffani | Ausfall                | Radlager     |
| 1926 | Officine Meccaniche   | O.M. Tipo 665S Superba | Giulio Foresti   | Rang 4 und Klassensieg |              |
| 1932 | Soc. Anon. Alfa Romeo | Alfa Romeo 8C 2300 LM  | Carlo Canavesi   | Ausfall                | Motorschaden |